# M-shopping

## Định nghĩa
M-shopping (hay còn gọi là Mobile shopping) là quá trình người mua thực hiện hành vi mua trong sự can thiệp của môi trường trực tuyến trên chiếc điện thoại. Việc dễ dàng kết nối Internet thông qua chiếc điện thoại mọi lúc mọi nơi đã giúp cho định hướng tìm kiếm thông tin về sản phẩm trở nên rõ ràng hơn với người dùng.

## Sự khác biệt giữa M-shopping và E-shopping
Điều tạo nên sự khác biệt giữa 2 hành vi mua sắm này chính là quá trình thực hiện mua hàng khác nhau. M-shopper thường có cách thức tìm kiếm đa dạng hơn trong các hoạt động mua sắm. Họ mong muốn sự đa dạng trong những đề xuất từ nhà bán lẻ, họ luôn tìm kiếm, nhạy bén, linh hoạt với mọi thông tin đề xuất từ người bán và vì vậy dễ dàng có hành vi mua tức thời hơn so với E-shopper. Chỉ cần họ thấy một sản phẩm đủ hợp lý, họ sẽ tiến tới quyết định mua hàng lập tức.

## Động cơ của M-shopping
- Sự tiện lợi

Một chuyến đi mua hàng trở thành mua hàng trong tích tắc. Vì nhờ vào chiếc điện thoại, những ý định mua hàng bất chợt dễ dàng được đáp ứng hơn. Những món hàng thay vì phải tận tay khách hàng đến cửa hàng mua về, nay có thể ở tại nhà và trả tiền. Và từ đó, hành vi mua hàng bốc đồng cũng tăng do hành vi M-shopping tăng.
Điện thoại giúp người mua hàng có được mọi thông tin, khuyến mãi hay thậm chí những cửa hàng đề xuất,...một cách dễ dàng. Theo như khảo sát của Deloitte vào tháng 3 năm 2012 báo cáo rằng gần 58% M-shopper sử dụng điện thoại hỗ trợ cho quá trình mua hàng của mình (kể cả khi trên đường đến cửa hàng hay khi họ đã ở trong cửa hàng). Điện thoại dường như dễ dàng để người mua sử dụng mọi lúc mọi nơi hơn các phương tiện khác như máy tính, laptop, tablet,...
- Sự tin cậy

Nguồn thông tin họ tìm kiếm trên điện thoại dường như khách quan hơn. Với chiếc điện thoại, người mua có thể tìm kiếm những đánh giá từ người dùng thực tế hay chỉ là một cú điện thoại, một dòng tweet tới người thân quen để hỏi ý kiến.

## Người mua sử dụng điện thoại trong quá trình mua hàng như thế nào?
Ngoài việc dùng điện thoại để so sánh giá cả trong quá trình mua hàng, M-shopper còn có thể dùng điện thoại của mình để thực hiện các hoạt động khác như:
- Quét Code
- Tìm kiếm mã khuyến mãi trực tuyến
- Đăng trạng thái về việc mua hàng của mình
- Cập nhật vị trí mua hàng
- Đăng nhập vào chương trình khách hàng trung thành
- Trả tiền bằng app mobile